# Professeurs de désespoir
Professeurs de désespoir est un essai écrit en français par la romancière canadienne Nancy Huston, publié le 1er septembre 2004 aux éditions Actes Sud.

## Résumé
Dans cet essai, Nancy Huston tente de dresser un tableau, une évolution chronologique du nihilisme en littérature depuis ses origines au XIXe siècle jusqu'à la littérature contemporaine. Elle détaille, au travers de ses lectures personnelles d'une partie de la littérature occidentale et française en particulier, certains fondamentaux pouvant pousser les auteurs vers une négation du sens de la vie comme force créatrice de leur œuvre, et de leur vie intime. Elle s'interroge également sur l'appétence actuelle de notre société pour ces auteurs. Nancy Huston alterne commentaires et démonstrations grâce à des chapitres consacrés à Arthur Schopenhauer, Samuel Beckett, Emil Cioran, Jean Améry, Charlotte Delbo, Imre Kertész, Thomas Bernhard, Milan Kundera, Elfriede Jelinek, Michel Houellebecq, Sarah Kane, Christine Angot, et Linda Lê.

## Analyse
Nancy Huston définit les postulats et les facteurs d'émergence du nihilisme ou du "néantisme": en réaction à l'ébranlement de la place et du pouvoir de l'être humain dans l'univers (avec le modernisme) et de l'Homme dans la société et la culture (avec l'émancipation des femmes), en réaction enfin au traumatisme de la Seconde Guerre mondiale, le nihilisme élabore une vision du monde fondée sur les principes d'élitisme et de solipsisme (individualisme misanthrope), de dégoût du féminin (le féminin étant identifié au corps et à la nature) et de mépris pour la vie terrestre.
Comme souvent chez Nancy Huston, la théorie est inextricablement liée, dans sa pratique même, à la fiction et la légèreté contrebalance la part sombre des propos. Ainsi ses lectures d'œuvre sont ponctuées de dialogues imaginaires avec une figure empruntée à Thomas Bernhard : Déesse Suzy, figure d'un dieu féminin que Bernhard ridiculise et nie dans un même geste et que Nancy Huston, au contraire, invoque et prend à témoin.

## Éditions
- Actes Sud, 2004  (ISBN 978-2742751907)
- Actes Sud, coll.« Babel » no 715, 2005  (ISBN 978-2742758173).